# Phyllomya elegans
Phyllomya elegans là một loài ruồi trong họ Tachinidae.